# Cattleya forbesii
Cattleya forbesii är en orkidéart som beskrevs av John Lindley. Cattleya forbesii ingår i släktet Cattleya och familjen orkidéer. Inga underarter finns listade i Catalogue of Life.

## Bildgalleri

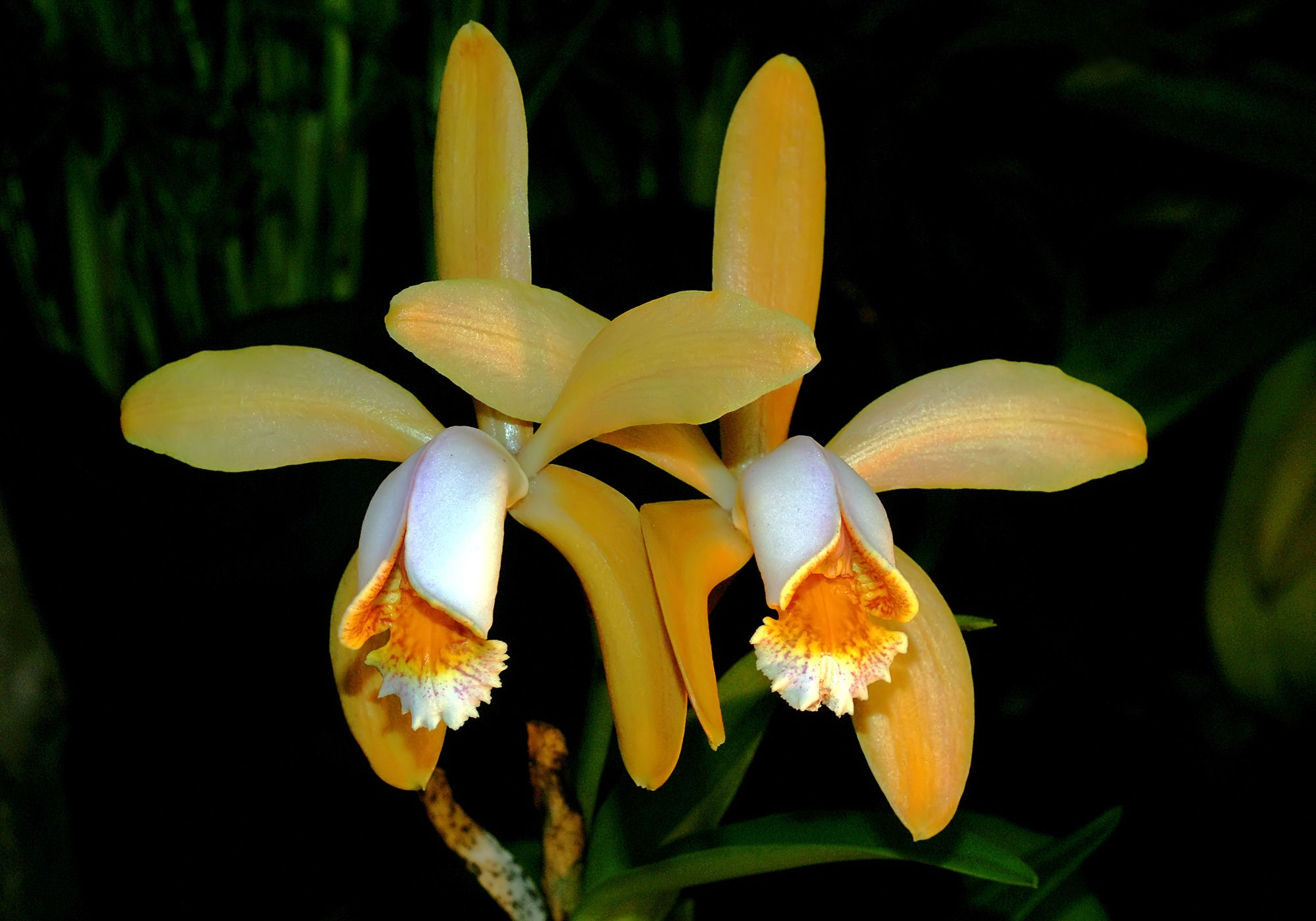
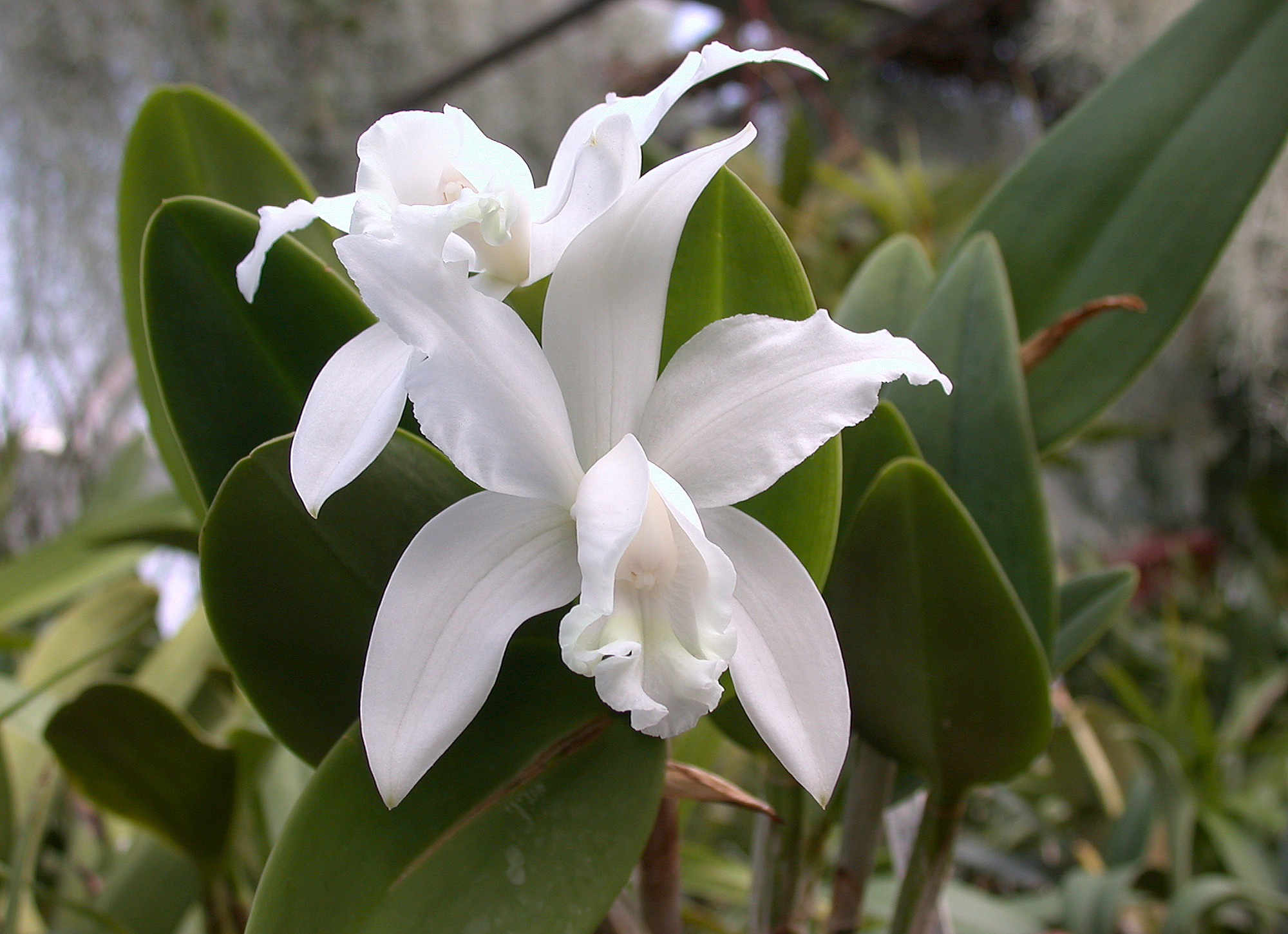
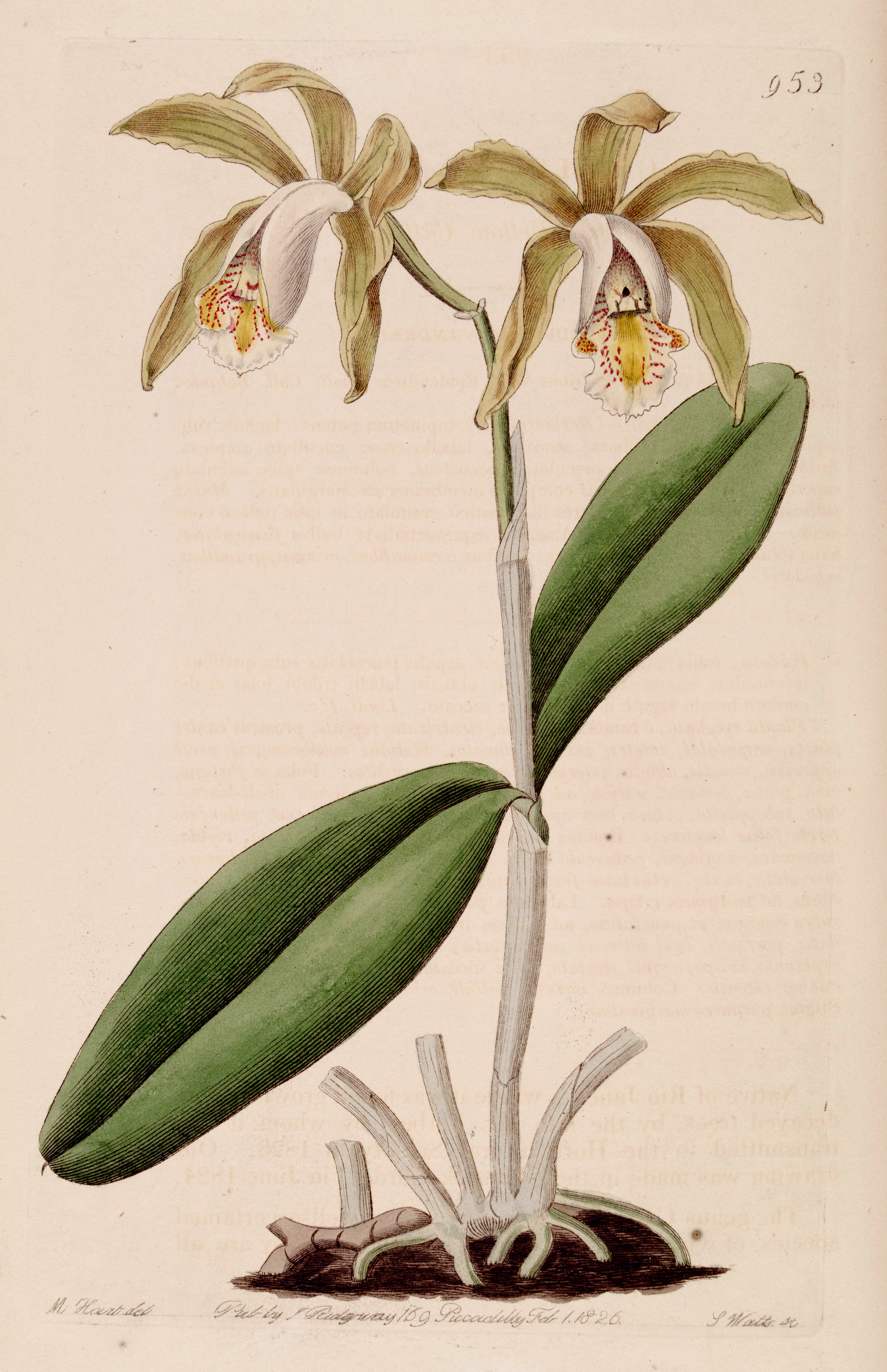
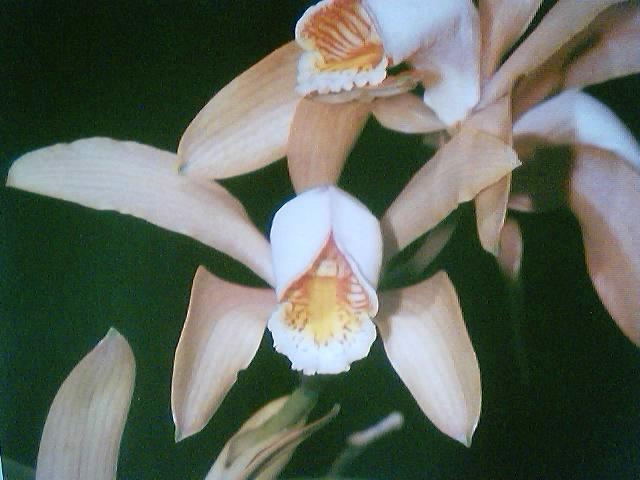
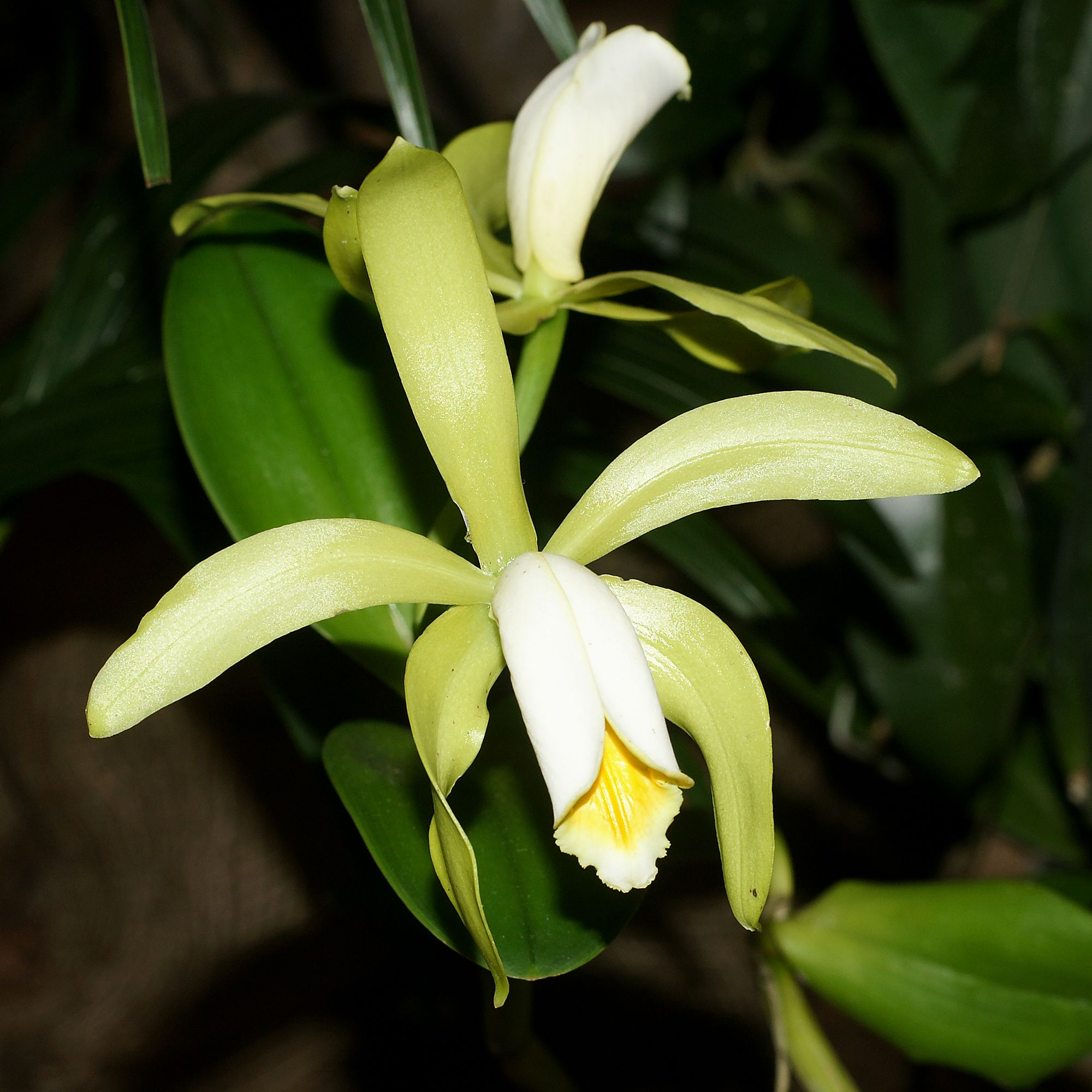
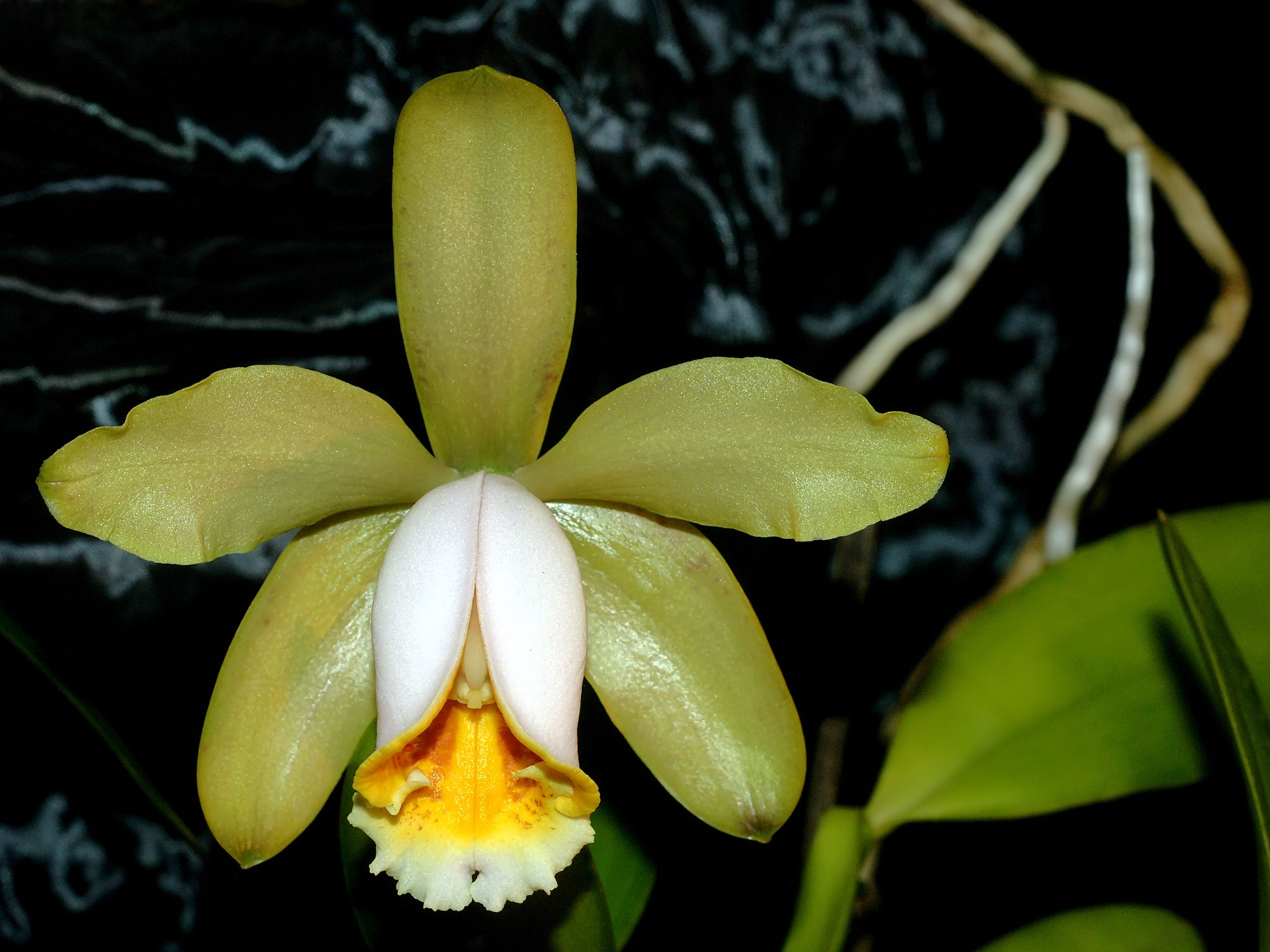